# Čybyda
La Čybyda (in russo Чыбы́да?; in lingua sacha: Чыбыыда) è un fiume della Russia siberiana orientale (Sacha-Jakuzia), affluente di destra del Viljuj nel bacino idrografico della Lena.
Ha origine nella parte settentrionale delle alture della Lena; scorre successivamente nel bassopiano della Jacuzia centrale in direzione settentrionale e nord-occidentale, senza incontrare centri urbani di rilievo. Sfocia nel Viljuj a 365 km dalla foce, una trentina di chilometri a ovest di Viljujsk. I maggiori affluenti sono Tymtajdach (193 km)  dalla destra idrografica, Sergeljach (114 km) e Byrykan (229 km) dalla sinistra.